# Billy Strange
William Everett "Billy" Strange (29 de septiembre de 1930 – 22 de febrero de 2012) fue un actor, cantante, compositor y guitarrista estadounidense. Formó parte de la agrupación de músicos de sesión conocida como Wrecking Crew. En 2007 fue incluido en al Musicians Hall of Fame and Museum junto al resto de esta formación.

## Biografía
Nació en Long Beach, California el 29 de septiembre de 1930.
En sus inicios formó pareja profesional con  Mac Davis, con quien escribió numerosos éxitos para Elvis Presley, includios "A Little Less Conversation", "Memories" y el tema principal de las película Charro!. Strange también compuso las bandas sonoras de otras dos películas de Elvis, Live a Little, Love a Little y The Trouble with Girls, así como el tema "Limbo Rock", grabado por The Champs y Chubby Checker.
Realizó los arreglos musicales para la banda sonora de la película de la saga James Bond,  You Only Live Twice, así como los arreglos y parte la instrumentación del tema principal de la película interpretado por Nancy Sinatra en una versión diferente a la que se utilizó para la banda sonora. También participó en la grabación del tema de Nancy y Frank Sinatra, "Somethin' Stupid". Strange fue incluido en el Salón de la Fama del Rockabilly por sus pioneras contribuciones al género.
Strange tocó la guitarra en numerosos éxitos de los Beach Boys, incluidos "Sloop John B" y algunos temas del álbum Pet Sounds. A lo largo de su carrera, ejerció como guitarrista de sesión para artistas como Nancy Sinatra, Jan & Dean, The Ventures, Willie Nelson, The Everly Brothers, Wanda Jackson, Randy Newman o Nat King Cole. Una de sus más famosas interpretaciones fue "Bang Bang (My Baby Shot Me Down)" en la versión de Nancy Sinatra.
Como arreglista, Strange trabajó en todos los álbumes de Nancy Sinatra, así como en diversos álbumes de artistas como Frank Sinatra, Dean Martin, Sammy Davis, Jr., Duane Eddy y Elvis Presley. Uno de sus más famosos arreglos fue el que realizó para el tema "These Boots Are Made for Walkin'". Como cantante, intervino en la banda sonora de la película de Steve McQueen, Baby the Rain Must Fall.
Strange realizó numerosos trabajos para la compañía Disney, apareciendo como guitarrista en los temas de series de televisión como "The Munsters" (1964), "Batman" (1966) o "Have Gun – Will Travel" (1957). 
"A Little Less Conversation", el tema que escribió junto a Mac Davis, fue utilizado en las bandas sonoras de las películas animadas de DreamWorks, El espantatiburones (2004) y Megamind (2010).
También interpretó su propia composición, "The Ballad of Bunny and Claude", en the Merrie Melodies Bunny And Claude (We Rob Carrot Patches) (1968) y The Great Carrot-Train Robbery (1969).

## Filmografía parcial

### Como actor
- Coal Miner's Daughter – Speedy West (1980)

### Como compositor
- Movin' with Nancy (1967)
- Live a Little, Love a Little (1968)
- Elvis (1968)
- The Trouble with Girls (1969)
- De Sade (1969)
- Bunny O'Hare (1971)
- The Simpsons (1995, 1 episodio)
- Ocean's Eleven (2001)
- Smallville (2002, 1 episodio)
- Everybody Loves Raymond (2003, 1 episodio)
- Bruce Almighty (2003)
- Shark Tale (2004)
- Megamind (2010)

## Discografía parcial
- Billy Strange Plays Roger Miller
- Mr. Guitar
- The James Bond Theme / Walk Don't Run '64
- English Hits of '65
- Goldfinger
- Secret Agent File
- James Bond Double Feature
- In the Mexican Bag
- Great Western Themes
- Billy Strange and The Challengers
- Strange Country
- 12 String Guitar
- Railroad Man
- Super Scary Monster Party
- De Sade (banda sonora)